# Sainte-Gemme-Moronval

Sainte-Gemme-Moronval este o comună în departamentul Eure-et-Loir, Franța. În 1 ianuarie 2022 avea o populație de 1.158 de locuitori.